# Calicnemia miles
Calicnemia miles – gatunek ważki z rodziny pióronogowatych (Platycnemididae). Występuje w południowej i południowo-wschodniej Azji; stwierdzony od północnych Indii przez Mjanmę po północną Tajlandię, Laos, północny Wietnam i region autonomiczny Kuangsi w południowych Chinach.